# Armstrong Siddeley Jaguar
L'Armstrong Siddeley Jaguar fu un motore aeronautico radiale a 14 cilindri doppia stella raffreddato ad aria sviluppato dall'azienda britannica Armstrong Siddeley nei tardi anni dieci ed avviato alla produzione in serie il decennio successivo.
Prodotto per tutti gli anni venti in varie versioni, aspirate e compresse, e con albero collegato all'elica direttamente o tramite un riduttore di velocità, fu caratterizzato da dimensioni piuttosto compatte per l'epoca e, come capostipite, dalla modularità trasmessa ai successivi modelli, ovvero dalla intercambiabilità di alcuni dei principali componenti meccanici, come l'albero a gomito ed i cilindri completi, condividendoli con il 5 cilindri Mongoose, il 7 cilindri Lynx ed il 10 cilindri Double Mongoose al fine di occupare più fasce di potenza contenendo costi di produzione e magazzino.
Utilizzato per equipaggiare un gran numero di modelli di aereo di concezione britannica, venne commercializzato fino all'introduzione del motore da esso derivato, il Tiger, che ne riproponeva l'architettura.

## Storia del progetto
Il Jaguar venne sviluppato sulla base del Royal Aircraft Factory RAF.8, un propulsore proposto nel 1917 ma rimasto alla fase di progetto, modificando i disegni originali per poter incorporare nella struttura un compressore centrifugo al fine di evitare quanto possibile perdite di potenza legate alla rarefazione di aria in quota.
Il prototipo venne avviato per la prima volta il 21 giugno 1922 ma i risultati delle prove si rivelarono inferiori alle aspettative non riuscendo a raggiungere le prestazioni emerse dai calcoli preliminari. Il progetto venne quindi rivisto intervenendo sui cilindri, aumentandone l'alesaggio fino ai 5.5 in (139,7 mm), modifica poi adottata da tutte le varianti a partire dal modello Jaguar II. In tutta la sua carriera il Jaguar soffrì di una congenita tendenza a vibrare, problema relativo alla mancanza di cuscinetti di supporto dell'albero a gomito.
La versione di maggior prestazioni, il Jaguar VIC, riuscì ad esprimere una potenza massima al decollo pari a 490 hp (365 kW) alla velocità di rotazione di 1 950 giri/min, per una massa di 413 kg (910 lb).

## Varianti

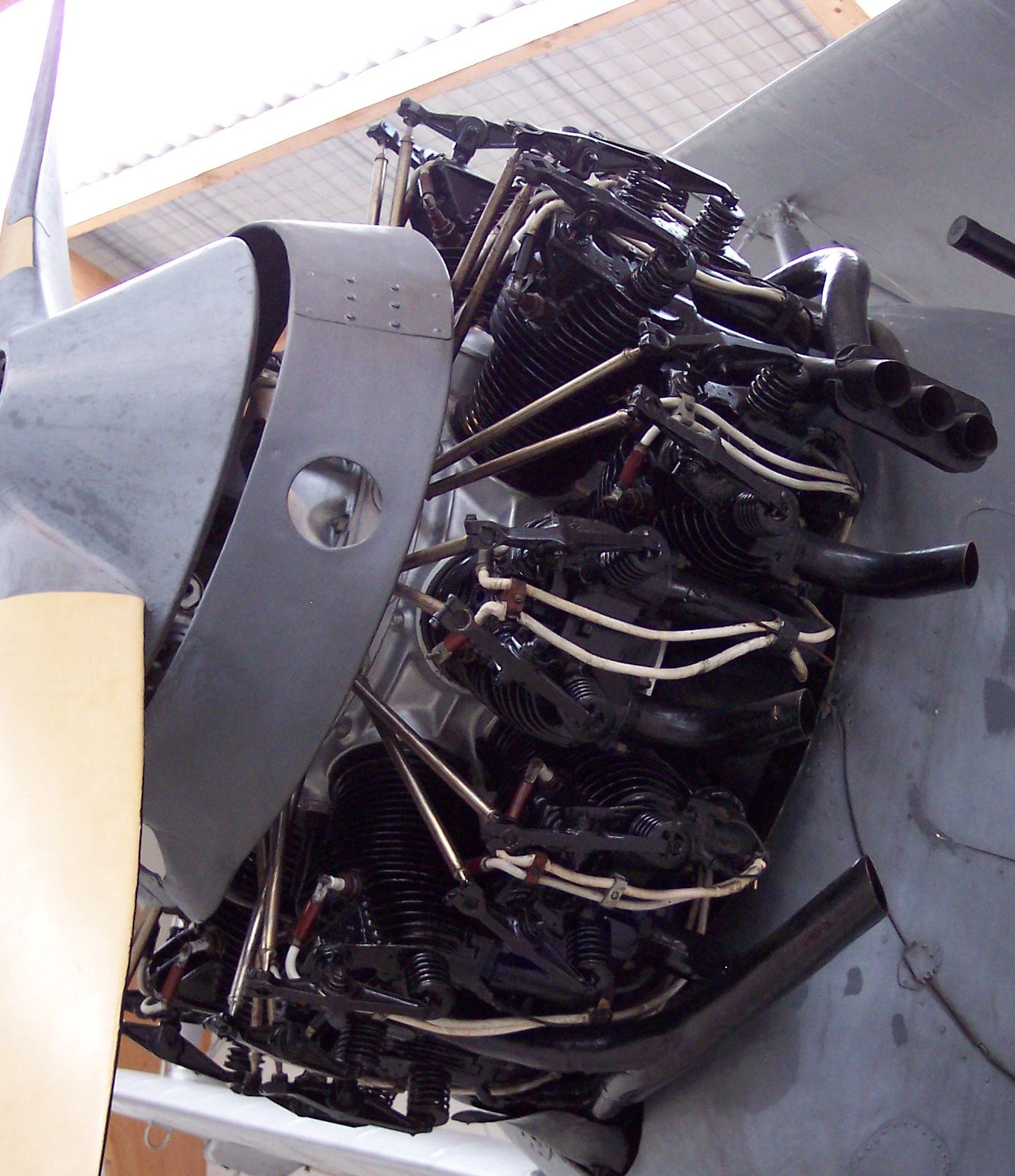
Il Jaguar IV collocato sul naso di un Hawker Dankok.

Jaguar I
1922, 300 hp.
Jaguar II
1923, 385 hp, variante dall'alesaggio maggiorato e cilindrata portata a 1 512.5 in³ (24,8 L).
Jaguar III
1923, 385 hp.
Jaguar IIIA
1923, 380 hp.
Jaguar IV
1925, 385 hp, dotato di doppio carburatore.
Jaguar IVA
420 hp, dotato di un riduttore di velocità interposto tra l'uscita dell'albero motore e il mozzo dell'elica.
Jaguar IVC
1928, 400 hp, bielle di nuovo disegno, enclosed valve gear.
Jaguar IV(S)
1925, 365 hp, completamente sovralimentato.
Jaguar V
1928.
Jaguar VI
1927.
Jaguar VI(S)
1928, versione sovralimentata del Jaguar VI.
Jaguar VIC
1927, 470 hp, versione dotata di riduttore di velocità del Jaguar VI.
Jaguar VID
1928.
Jaguar VIIA
1929, 400 hp, completamente sovralimentato.
Jaguar VIII
1928, 405 hp, versione sovralimentata e dotata di riduttore di velocità.

## Velivoli utilizzatori
- Airco DH.4
- Airco DH.9
- Armstrong Whitworth Ajax
- Armstrong Whitworth Aries
- Armstrong Whitworth Argosy
- Armstrong Whitworth Atlas
- Armstrong Whitworth Siskin
- Armstrong Whitworth Starling
- Armstrong Whitworth Wolf
- Avro 642
- Blackburn Airedale
- Blackburn C.A.15C
- Blackburn Turcock
- Boulton Paul P.71
- de Havilland DH.42 Dormouse

- de Havilland DH.50
- de Havilland DH.56 Hyena
- de Havilland DH.61 Giant Moth
- Fairey Ferret
- Fairey Flycatcher
- Fokker C.V
- Fokker D.XVI
- Gloster Gnatsnapper
- Gloster Grebe
- Handley Page Hampstead
- Hawker Danecock
- Hawker Hawfinch
- Hawker Hoopoe
- Hawker Woodcock

- Larkin Lascowl
- Martinsyde ADC 1
- Nieuport Nighthawk
- Parnall Plover
- RAAF Experimental Section Warrigal II
- Supermarine Air Yacht
- Supermarine Nanok
- Supermarine Southampton
- Vickers Vellore
- Vickers Vespa
- Vickers Viastra
- Vickers Vimy Trainer
- Westland Wapiti
- Westland Weasel